# 道の駅からむし織の里しょうわ
道の駅からむし織の里しょうわ（みちのえきからむしおりのさとしょうわ）は、福島県大沼郡昭和村の国道400号の北側沿いにある、からむし織の文化を伝える施設である。奥会津昭和村振興公社が2001年より運営し、2014年に道の駅に登録された。

## 施設
- 駐車場
  - 普通57台、大型5台、身障者用3台
- トイレ
  - 27器
- 織姫交流館
2001年（平成13年）7月にオープンし[2]、特産品の販売や、からむし織の体験が行われている[3]。
- からむし工芸博物館
2001年7月にオープン[2]。
- 郷土食伝承館 苧麻庵（ちょまあん）
2002年（平成14年）4月にオープンした、村の伝統食を味わえる食事処[2]。
- 世界の苧麻園

## アクセス
- 国道400号
  - 国道401号

## 周辺
- 昭和村役場
- 昭和温泉 (福島県)
- 矢ノ原湿原
- 奥会津昭和の森キャンプ場
- 交流・観光拠点施設 喰丸小